# الرعاية الصحية في الجزائر
تتكون الرعاية الصحية في الجزائر من شبكة قائمة من المستشفيات، والعيادات، والمستوصفات، إذ توفر الحكومة الرعاية الصحية الشاملة.

## التاريخ
بُنيت أولى المستشفيات العامة في الجزائر العاصمة، ووهران، وعنابة بين عامي 1883 و1889. وفي عام 1895، تخرجت أول دفعة من طلاب الطب الجزائريين بوصفهم أطباء.
ومع ذلك، بين عامي 1914 و1964، ركدت الرعاية الصحية وأضيف 50 سريرًا في المتوسط فقط.
أضيف نحو 19 طبيبًا مؤهلًا فقط إلى القوى العاملة في المتوسط كل عام. استثمرت الحكومة الجزائرية بكثافة في تدريب الطاقم الطبي الجديد، وبدأت كليات الطب بتخريج أعداد كبيرة من الأطباء.
في بداية استقلال الجزائر عام 1962،  تتكون الرعاية الصحية في الجزائر من شبكة قائمة من المستشفيات، والعيادات، والمستوصفات، إذ توفر الحكومة الرعاية الصحية الشاملة.
كان نظام الرعاية الصحية الجزائري صغيرًا، ويتألف من طبيب واحد فقط لكل 33000 شخص.
وجد نحو 300 طبيبًا في المجموع ومسعف واحد مدرب فقط لكل 40.000 شخص.
حققت الدولة تغييرات كبيرة وتقدمًا منذ ذلك الحين في سياساتها وأنظمتها للرعاية الصحية.
من عام 1975 فصاعدًا، أدخلت الحكومة الجزائرية نظام رعاية صحية وطنيًا مجانيًا.
أصبح العلاج في المستشفيات، والأدوية، والرعاية الخارجية، مجانية لجميع مواطني الجزائر.

## نظام الرعاية الصحية العامة
يغطي نظام التأمين الطبي الوطني 90٪ من السكان. بموجب نظام التأمين الصحي العام، يحق للفئات الضعيفة مثل الفقراء، والأطفال، وكبار السن، الحصول على رعاية صحية مجانية، في حين يتعين على المواطنين الأثرياء دفع جزء من تكاليف الرعاية الصحية، وفقًا لمقياس متدرج.
قررت الحكومة الجزائرية الاستثمار في مراكز وعيادات رعاية صحية موسعة تديرها الحكومة بدلًا من الاستثمار في المستشفيات باهظة الثمن.
تختلف مرافق الرعاية الصحية والمعدات الطبية في الحجم حسب حجم السكان المحليين.
تميل المناطق النائية إلى الحصول على المزيد من الخدمات الطبية البدائية.
كان لدى الحكومة خطة مدتها 4 سنوات (2010-2014)، التي كان من المتوقع أن تنفق 5.7 مليار يورو في الرعاية الصحية التي وجهت غالبية الصندوق في إنشاء أكثر من 1500 مرفق رعاية صحية في جميع أنحاء الجزائر.
بحلول عام 2015، خصصت الحكومة الجزائرية 4.85 مليار يورو لبناء 10 مستشفيات وترميم القديمة.
تستثمر الحكومة  في الموارد البشرية من طريق خلق 58 ألف فرصة عمل في التمريض، والأطباء، ومساعدي الرعاية الصحية.
تخصص الحكومة  أموالًا متزايدة لزيادة حجم الموارد التي يحتاج إليها قطاع الرعاية الصحية لتطوير منشآته الجديدة.
سيذهب هذا التمويل إلى معدات طبية جديدة وقدرات محسّنة لقدرات المستشفيات.
يتعزز الوصول إلى الرعاية الصحية من طريق اشتراط أن يعمل الأطباء وأطباء الأسنان في مجال الصحة العامة مدة خمس سنوات على الأقل.
ومع ذلك، يمكن العثور على الأطباء بسهولة في مدن الشمال أكثر من منطقة جنوب الصحراء. في حين أن المعدات الطبية والأدوية في المرافق العامة قد لا تكون محدثة دائمًا، ولكن مستويات التوظيف مرتفعة. وزير الصحة، الذي أعيد تسميته إلى وزارة الصحة والسكان وإصلاح المستشفيات في عام 2000، وهو جزء من مجلس الوزراء المنشأ بموجب الدستور الجزائري لعام 1996.
تألف نظام الرعاية الصحية الجزائري في 2018 مما يلي، بحسب محمد الحاج، المدير العام لوزارة الصحة والسكان وإصلاح المستشفيات:
•  16 مستشفى جامعي.
•  297 مستشفى عمومي.
•  273 مؤسسة رعاية صحية محلية.
•  1708 مستوصفًا.
•  6226 مركز رعاية صحية.
• 575 مؤسسة خاصة، منها 206 عيادات ومستشفى، و369 مركز تشخيص.
•  كان لدى الجزائر في المجموع 23،563 مكتبًا خاصًا، و9،751 متخصصًا، و7،298 عيادة عامة، إضافةً إلى 6،514 عيادة طب أسنان.
• مجموع أكثر من 242،000 مختصًا في الرعاية الصحية في القطاع العام وحده.
•  بناء 40 مستشفى عامًا ومتخصصًا إضافيًا و422 مرفقًا حرًا.

## نظام الرعاية الصحية الخاص
القطاع الصحي الخاص في الجزائر هو نظام رعاية صحية تديره الحكومة ويجب على المواطنين الدفع مقابل خدماتهم. لقد تطور قطاع الرعاية الصحية الخاص بسرعة لملء الفجوات التي تركها نظام الرعاية الصحية العامة الحكومي. الرعاية الطبية الخاصة محدودة جدًا، لأن خدماتهم لا يغطيها نظام الرعاية الصحية العام ولا يستطيع سوى عدد قليل من الجزائريين دفع تكاليف العلاج الطبي الخاص بهم. المرضى الذين يسعون إلى استخدام النظام الصحي الخاص سيدفعون مبالغ كبيرة من مصروفاتهم الخاصة ويتمتعون بجودة أعلى من الخدمات. لا يوجد نظام تأمين صحي خاص في الجزائر بعد. أصبحت المرافق الطبية الخاصة أكثر شيوعًا في الجزائر، إذ جرى تشغيل 250 عيادة خاصة في عام 2015، والعديد من العيادات المخطط لها، التي هي قيد الإنشاء.

## الاستجابة لـ كوفيد-19
تم الإبلاغ عن أول حالة كوفيد-19 في الجزائر من قبل الوزارة في 25 فبراير 2020،  وبحلول نوفمبر 2020، كان نظام الرعاية الصحية الجزائري يكافح للتعامل مع الوباء.

### وزارة الصحة والسكان وإصلاح المستشفيات
وزارة الصحة والسكان وإصلاح المستشفيات (MSPRH)  Ministry of Health, Population and Hospital Reform، هي وزارة الصحة للجمهورية الجزائرية. تقع في المدينة، إحدى بلديات الجزائر العاصمة.
الوزارة هي المسؤولة عن مرافق الصحة العامة ومراقبة السكان.
 الوزير عضو في مجلس الوزراء الجزائري، الذي يتبع رئيس الجزائر جزءًا من السلطة التنفيذية للحكومة.